# Mycobilimbia hypnorum
Mycobilimbia hypnorum är en lavart som först beskrevs av Marie Anne Libert, och fick sitt nu gällande namn av Kalb & Hafellner. Mycobilimbia hypnorum ingår i släktet Mycobilimbia och familjen Lecideaceae.  Arten är reproducerande i Sverige. Inga underarter finns listade i Catalogue of Life.